# Сердце (река)
Сердце — река в Тосненском районе Ленинградской области.
Вытекает из болота Кудровского, рядом с истоком пересекает Кузнецовский канал. Ранее в верховьях на реке располагался барак Сердце, позднее кордон Сердце, по некоторым данным существует он и сейчас.
Пересекает железнодорожную линию Новолисино — Великий Новгород. Впадает в реку Лустовка справа, у села Глинка. Около железнодорожного моста в реку впадает правый приток — Аннушкин, ниже также справа впадает ручей Крутой.